# Diplogeomyza maculipennis
Diplogeomyza maculipennis är en tvåvingeart som först beskrevs av Malloch 1926.  Diplogeomyza maculipennis ingår i släktet Diplogeomyza och familjen myllflugor. Inga underarter finns listade i Catalogue of Life.